# شهرستان ارجش
شهرستان ارجش (به لاتین: Argeș County) یک شهرستان (ژودِتس) که در رومانی واقع شده‌است.

## خصوصیات
شهرستان ارجش ۶٬۸۶۲ کیلومترمربع مساحت و ۶۱۲٬۴۳۱ نفر جمعیت دارد.